# Peter Jansson
Peter Ingemar Jansson, född 26 mars 1980 i Nittorp, Älvsborgs län, är en svensk skådespelare.

## Biografi
Peter Jansson studerade vid Marieborgs folkhögskola 2001-2002 och sedan vid Teaterhögskolan i Luleå 2007-2010. Därefter var verksam han vid Örebro länsteater i fem år innan han kom till Östgötateatern.

## Familj
Peter Jansson är son till Ingemar Jansson och hans hustru Ingela. Han har en yngre bror. 
Han är sambo med skådespelaren Caroline Harrysson.

## Utmärkelser och belöningar
2023 tilldelades han utmärkelsen årets Teaterräv Fackförbundet Scen & Film.

## Filmografi
| År   | Roll          | Produktion    | Noter                                   |
| ---- | ------------- | ------------- | --------------------------------------- |
| 2012 | Bjässen       | Prime Time    |                                         |
| 2012 | Kenneth       | Kontoret      | TV-serie 11 avsnitt                     |
| 2018 | Hugo Paulsson | Sthlm Rekviem | TV-serie Avsnitten Oönskad, del 1 och 2 |

## Teater

### Roller (ej komplett)
| År   | Roll                                          | Produktion | Regi                    | Teater                      |
| ---- | --------------------------------------------- | --- | ----------------------- | --------------------------- |
| 2010 | Trader                                        | Enron Lucy Prebble                                                                                              | Dritëro Kasapi          | Örebro länsteater           |
| 2011 | Mateus                                        | Ingvar! – En musikalisk möbelsaga Klas Abrahamsson och Erik Gedeon                                              | Sara Gise               | Örebro länsteater           |
| 2011 | Kejsar Josef II av Österrike Salieris betjänt | Amadeus Peter Schaffer                                                                                          | Alexander Öberg         | Örebro länsteater           |
| 2012 | Lars                                          | Syrror Camilla Blomqvist                                                                                        | Tereza Andersson        | Örebro länsteater           |
| 2013 |                                               | Vredens druvor (Grapes of Wrath) John Steinbeck                                                                 | Alexander Öberg         | Örebro länsteater           |
| 2013 | Clyde                                         | Flyktbilen Anders Duus                                                                                          | Isabelle Moreau         | Örebro länsteater           |
| 2014 | Laertes                                       | Hamlet William Shakespeare                                                                                      | Dritëro Kasapi          | Örebro länsteater           |
| 2014 | Bajard                                        | Lasse-Maja Erik Norberg och Alexander Öberg                                                                     | Alexander Öberg         | Örebro länsteater           |
| 2014 |                                               | Chaplin Sara Lindh                                                                                              | Rickard Günther         | Örebro länsteater           |
| 2014 | Christopher Boone                             | Den besynnerliga händelsen med hunden om natten (The Curious Incident of the Dog in the Night-time) Mark Haddon | Sara Giese              | Örebro länsteater           |
| 2015 | Winston Smith                                 | 1984 George Orwell                                                                                              | Sara Giese              | Riksteatern/ Östgötateatern |
| 2015 | Jacob Johan Anckarström                       | Drottningens juvelsmycke Carl Jonas Love Almqvist                                                               | Sally Palmqvist Procopé | Örebro länsteater           |
| 2016 | Allan                                         | Ensam Alfhild Agrell                                                                                            | Martin Rosengardten     | Östgötateatern              |
| 2017 | Berättaren                                    | Allt som är värt (Every Brilliant Thing) Duncan Macmillan med Jonny Donahoe                                     | Isak Hjelmskog          | Riksteatern                 |
| 2017 | Benedict                                      | Mycket väsen för ingenting (Much Ado About Nothing) William Shakespeare                                         | Pelle Öhlund            | Östgötateatern              |
| 2018 | Jon                                           | Jord (Dirt) Bruce Gooch                                                                                         | Karin Enberg            | Östgötateatern/ Riksteatern |
| 2019 | Berättaren                                    | Allt som är värt (Every Brilliant Thing) Duncan Macmillan med Jonny Donahoe                                     | Isak Hjelmskog          | Riksteatern                 |
| 2020 |                                               | De insnöade, reading William Wahlstedt                                                                          | William Wahlstedt       | Östgötateatern              |
| 2021 | Hipolito Elton John Trädgårdstomte            | Amélie Dan Messé, Nathan Tysen och Craig Lucas                                                                  | Markus Virta            | Östgötateatern              |
| 2022 |                                               | Bygdens söner Anders Duus                                                                                       | Sara Giese              | Östgötateatern/ Riksteatern |
| 2022 |                                               | Toastmasters Hani Arrabi och Pia Ternström                                                                      | Peter Jansson           | Östgötateatern              |
| 2023 |                                               | Gjort i länet Peter Jansson, Caroline Harrysson och Jesper Barkselius                                           | Peter Jansson           | Östgötateatern              |
| 2023 | Ebeneezer Scrooge                             | En julsaga (A Christmas Carol in Prose, Being a Ghost-Story of Christmas) Charles Dickens                       | Johan Huldt             | Östgötateatern              |
| 2024 |                                               | Superkontoret Ensemblen och Nils Poletti                                                                        | Nils Poletti            | Östgötateatern              |
| 2024 | Beetlejuice                                   | Beetlejuice Scott Brown, Anthony King och Eddie Perfect                                                         | Markus Virta            | Östgötateatern              |

### Regi (ej komplett)
| År   | Produktion         | Upphovsmän                                              | Teater         |
| ---- | ------------------ | ------------------------------------------------------- | -------------- |
| 2022 | Toastmasters       | Hani Arrabi och Pia Ternström                           | Östgötateatern |
| 2022 | Fly me to the moon | Marie Jones Översättning Anna Kölén                     | Östgötateatern |
| 2023 | Gjort i länet      | Peter Jansson, Caroline Harrysson och Jesper Barkselius | Östgötateatern |